# 1858 en Suisse
Chronologie de la Suisse
- 1854
- 1855
- 1856
- 1857
- 1858
- 1859
- 1860
- 1861
- 1862

Cette page concerne l'année 1858 du calendrier grégorien en Suisse.

## Gouvernement au1erjanvier 1858
- Conseil Fédéral:[1]
  - Jonas Furrer (PRD), président de la Confédération
  - Jakob Stämpfli (PRD), vice-président de la Confédération
  - Friedrich Frey-Herosé (PDC)
  - Melchior Josef Martin Knüsel (PRD)
  - Constant Fornerod (PRD)
  - Giovanni Battista Pioda (PRD)
  - Wilhelm Matthias Naeff (PRD)

## Évènements

### Février
Vendredi 12 février 
- Décès à Zurich, à l’âge de 45 ans, de l’architecte Gustav Albert Wegmann.

### Mars
Mardi 16 mars 
- Inauguration de la ligne de chemin de fer Lyon-Genève.

### Avril
Jeudi 1er avril 
- Inauguration de la ligne de chemin de fer Bâle – Hauenstein – Olten.

### Mai
Samedi 15 mai 
- Mise en service de la ligne ferroviaire entre Brugg et Aarau (AG).

### Juin
Vendredi 25 juin 
- Inauguration de la ligne de chemin de fer Lausanne-Genève-La Plaine.

### Juillet
Vendredi 2 juillet 
- Un incendie ravage le village de Saint-Luc (VS).

### Août
Mercredi 11 août 
- L’alpiniste irlandais Charles Barrington et le guide Christian Almer, de Grindelwald réussissent la première ascension de l'Eiger (BE).

 Dimanche 22 août 
- Décès à Bâle, à l’âge de 58 ans, du mécène Christoph Merian.